# Boisko

Typowe wymiary boiska na podstawie obiektu The City of Manchester Stadium.

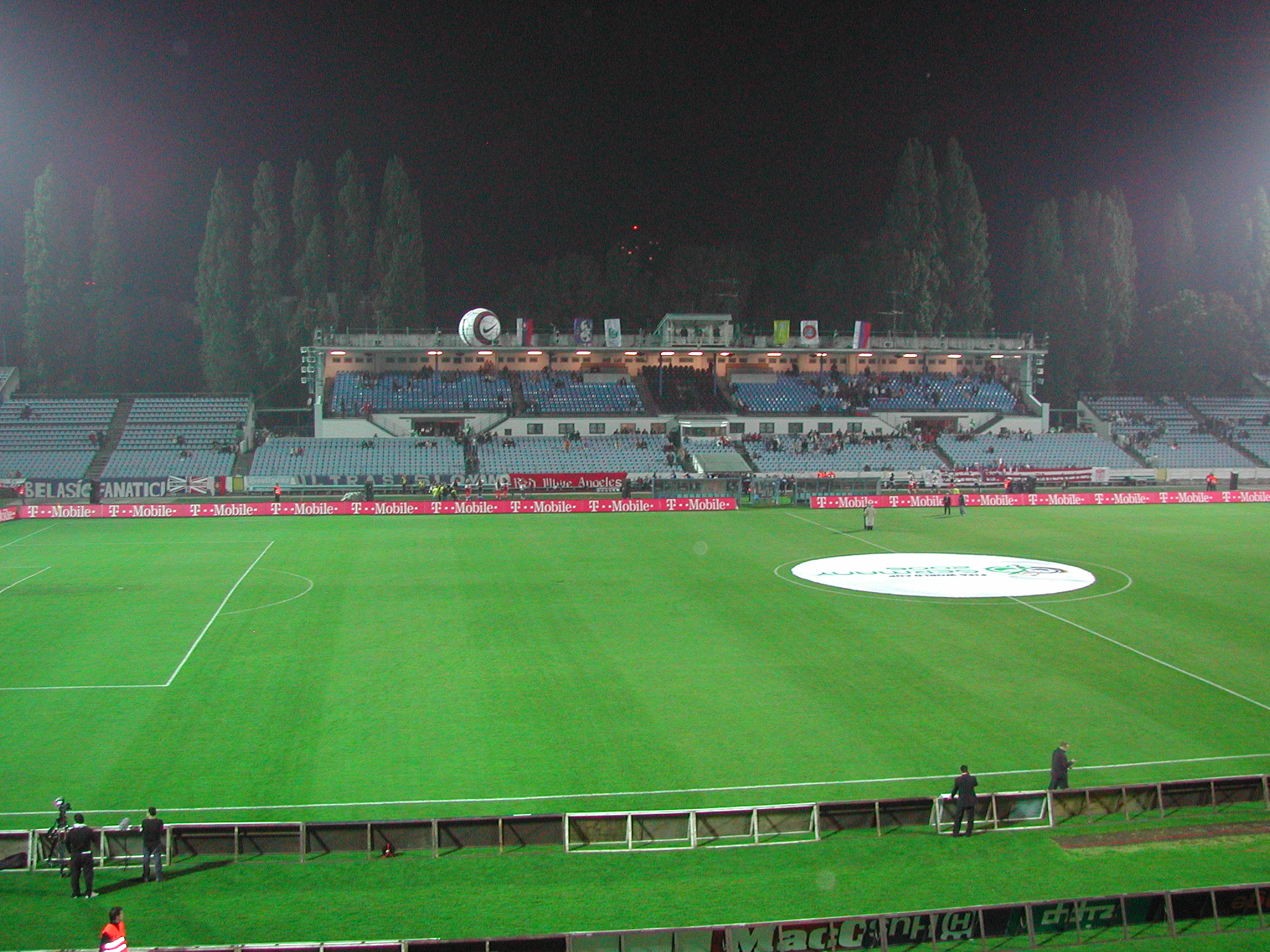
Stadion sportowy z widocznym trawiastym boiskiem do piłki nożnej

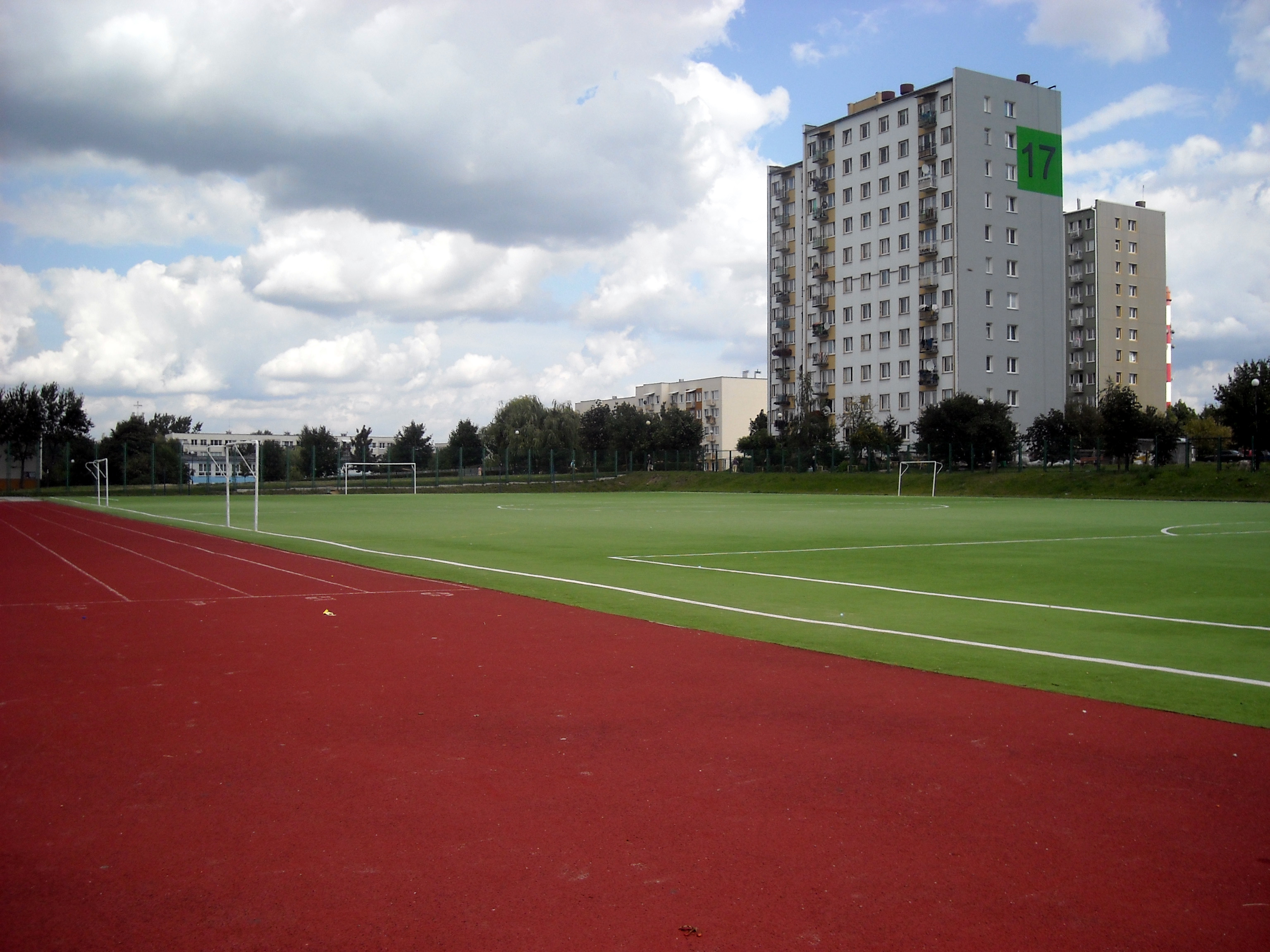
Boisko szkolne ze sztuczną murawą w Lublinie (os. Nałkowskich w dzielnicy Wrotków)

Boisko – miejsce przeznaczone do ćwiczeń gimnastycznych, gier, zabaw, rozgrywek i zawodów sportowych.

## Etymologia
Słowo „boisko” pochodzi od ludowego określenia płaskiej przestrzeni w środkowej części stodoły, położonej między dwoma sąsiekami, miejsca młocki zboża, zwanego także „bojewica”, „bojewisko”, „klepisko”.

## Boisko dziś
Boisko to wydzielony, równy i utwardzony teren, porośnięty trawą, czasami pokryty nawierzchnią tartanową lub sztuczną trawą. Może być wyposażone w bieżnie, skocznie lekkoatletyczne (boisko lekkoatletyczne) lub bramki piłkarskie (boisko piłkarskie). Zazwyczaj otoczone trybunami dla widzów, tworzy stadion.

## Typy boisk
- boisko piłkarskie
- boisko lekkoatletyczne
- boisko szkolne
- stadion

## Wymiary
Boiska piłkarskie posiadają różną wielkość, pomimo że FIFA w swoich dokumentach podaje podstawowy wymiar boiska jako 105 x 68 metrów, jest to tylko umowny rozmiar. Jest to zależne od kraju, rodzaju rozgrywek oraz organizatora. Inne wymiary będzie mieć boisko przeznaczone na mecze dla dzieci i młodzieży, a inne dla seniorów. 
Najczęściej i tak nie są to bardzo drastyczne różnice. Aktualnie w polskiej Ekstraklasie przyjmuje się wymiary 105 metrów długości (może być 100) oraz 68 metrów szerokości (mogą być 64). 
Co też ważne kluby często podają wymiary swoich boisk na stronach internetowych, a to też między innymi dlatego, że są one zobligowane do przekazania ich odpowiednim władzom i trzymania się już tego konkretnego wymiaru. 